# Pallid Crest
Pallid Crest är en bergstopp i Antarktis. Den ligger i Västantarktis. Inget land gör anspråk på området. Toppen på Pallid Crest är 438 meter över havet.
Terrängen runt Pallid Crest är kuperad åt nordost, men åt sydväst är den platt. Trakten är obefolkad. Det finns inga samhällen i närheten.